# Coptocercus matthewsi
Coptocercus matthewsi là một loài bọ cánh cứng trong họ Cerambycidae.